# Спосіб дієслова
Спо́сіб (лат. modus) — граматична категорія дієслова, що показує стосунок дії чи стану до дійсності з погляду мовця, виражає значення можливості, бажаності, необхідності та інших умов реалізації дії (стану).
Семантична суть категорії способу полягає у протиставленні реальних дій ірреальним (модальним).
Термін у сучасному значенні вперше вжив Т. Глинський у своїй неопублікованій праці 1845 року; 1862 ним скористався М. Осадца. Способи дієслів вивчали А. Ярещенко, Л. Коць, Н. Дніпровська та ін.

## Класифікація

### Індикатив
Індикатив або дійсний спосіб — вид способу, що представляє процес як реальний.

### Імператив
Імператив або наказовий спосіб — спосіб дієслова, що виражає волевиявлення (наказ, прохання або пораду)

### Кон'юнктив
Кон'юнктив або суб'юнктив (неточно — «умовний спосіб») — вид способу, що виражає через суб'єктне сприйняття можливу, здогадну, бажану або описувану дію

### Кондиціоналіс
Кондиціоналіс (неточно — «умовний спосіб») — вид способу, що позначає дії, бажані або можливі за певних умов.

### Оптатив
Оптатив або бажальний спосіб — вид способу, що виражає бажання або надію. Існував у праіндоєвропейській мові.

### Дезидератив
Дезидератив — вид способу, що виражає бажання. Присутній у санскриті, чукотсько-камчатських мовах та ін.

### Гортатив
Гортатив — вид способу, що є частиною парадигми імператива. Вживається мовцем для висловлення бажання реалізації певної ситуації, коли при цьому йдеться про участь у процесі як мовця, так і адресата («Зробімо!», «Нумо зробімо!»).

### Ін'юнктив
Ін'юнктив — вид способу, що має ознаки імперативу і кон'юнктиву. Існував у давніх індоєвропейських мовах, у тому числі і санскриті.

### Ірреаліс
Ірреаліс — загальна назва групи способів, що вживають для позначення ситуацій чи дій, які містять ірреальний компонент і протипоставлені індикативу. Реаліс-ірреаліс — граматична категорія, показники якої характеризують статус ситуації стосовно до реального світу. Ця категорія має дві грамеми: реаліс і ірреаліс.

### Прогібітив
Прогібітив — позначення негативного наказового способу, тобто такого, що виражає заборону.

### Юсив
Юсив — спосіб дієслова, що виражає непряму форму спонукання, наказ, прохання, звернені до 3-ї особи.

### Пермісив
Пермісив або дозвільний спосіб — позначення одної з форм оптатива. Зберігся у литовській мові.

## В українській мові

### Дійсний спосіб
Дійсний спосіб (індикатив) означає реальну дію; є найуживанішим. Дієслова в дійсному способі змінюються за часами. Значення минулого і теперішнього часу є реальним, а майбутнього — гіпотетичним, тому він може мати відтінок значення недійсного способу.

### Недійсні способи
Традиційно в українській мові виділяють два морфологічно виражені недійсні способи: наказовий та умовний. З урахуванням семантики пропонують і детальнішу класифікацію недійсних способів.
Власне наказовий спосіб (імператив) (синтетична форма: роби, робіть) виражає необхідність виконання дії співрозмовником, співрозмовником разом з іншими особами чи особами, які якось пов'язані зі співрозмовником.
- Закличний спосіб (робімо) виражає пропозицію мовця виконувати дію разом зі співрозмовником.
- Спонукальний спосіб передає послаблене значення апелятивності (прийшов би ти до мене).
- Бажальний (оптатив) спосіб виражає побажання мовця спрямоване до самого себе, до осіб, що не беруть участь у розмові, до явищ. Може утворюватись за допомогою різних формотворчих часток: хай зроблю, хай би він зробив, зробив би він скоріше.
- Умовний спосіб використовується в підрядних реченнях для вираження умови або мети (якби зробив, щоб робив). Тут частка би зливається із сполучником.

В умовному (в широкому розумінні) способі вживаються форми минулого, давноминулого часу, а також інфінітиву: він би робив, він би був зробив, йому б робити.
Дієслова формально дійсного способу можуть вживатись у значенні наказового (Завтра прийдете до мене!) та умовного (здійсненна умова), кон'юнктивного способів (Зроблю, якщо… Гадаю, що робить…).
Таким чином формальне (морфологічне) і семантичне розуміння категорії способу не є цілком тотожними.

### Походження українських формотворчих часток
Частки хай, нехай походять від форми наказового способу дієслова хати (займати, торкати).
Частка би походить від аориста дієслова бути. Належність її до минулого часу обумовлює можливість поєднувати цю частку (також сполучники щоб, якби, які її містять) тільки з формами минулого (давноминулого) часу чи інфінітива дієслова.

## Модальність
Спосіб дієслова є основним засобом оформлення об'єктивної модальності — граматичної ознаки будь-якого речення, що виражає відношення висловлення до дійсності у плані реальності-нереальності. Разом з тим на об'єктивну модальність часто нашаровується суб'єктивна, що виражає впевненість, сумнів, недовіру, іронію мовця тощо. Граматично модальність виражається поєднанням дієслова (чи іншого предиката) з модальними частками, прислівниками, дієсловами, а також словосполученнями та реченнями. Порівняйте також різну модальність у прикладі: піди-но, піди, ти б пішов, нехай би ти пішов, бодай би ти пішов.

## Ствердна та заперечна форми
До сфери модальності зараховують також протиставлення висловлень за ознаками ствердження-заперечення, повідомлення-питання.
В українській мові немає якихось особливих заперечних чи питальних способів дієслова. Заперечна форма утворюється простим поєднанням частки не з дієсловом. Специфічним винятком є вживання замість заперечної форми не є предикативного прислівника немає.
Питальна форма може утворюватись за допомогою частки чи та інших (хіба, невже тощо). Характерною особливістю питальної форми є нівелювання протиставлення ствердження й заперечення (синонімічні форми: чи робив? чи не робив? робив чи ні?).